# Pissos
Pissos ist eine französische Gemeinde mit 1.483 Einwohnern (Stand: 1. Januar 2022) im Département Landes in der Region Nouvelle-Aquitaine. Sie gehört zum Arrondissement Mont-de-Marsan und zum Kanton Grands Lacs. Die Bewohner nennen sich Pisséens.

## Geografie
Die Gemeinde Pissos liegt am Fluss Eyre in den weitläufigen Landes de Gascogne, dem größten Waldgebiet Westeuropas, östlich des Étang de Biscarrosse et de Parentis, etwa 70 Kilometer nordnordöstlich von Dax und 80 Kilometer südlich von Bordeaux. Umgeben wird Pissos von den Nachbargemeinden Moustey im Norden, Belhade im Nordosten, Sore im Osten, Trensacq im Südosten und Süden, Commensacq im Süden, Labouheyre im Südwesten, Liposthey im Westen sowie Saugnac-et-Muret im Nordwesten. Durch die Gemeinde führt die Via Turonensis, eine Variante des Jakobswegs.

## Bevölkerungsentwicklung
| Jahr                       | 1962 | 1968 | 1975 | 1982 | 1990 | 1999 | 2010 | 2021 |
| -------------------------- | ---- | ---- | ---- | ---- | ---- | ---- | ---- | ---- |
| Einwohner                  | 906  | 827  | 809  | 834  | 970  | 1097 | 1356 | 1468 |
| Quellen: Cassini und INSEE |      |      |      |      |      |      |      |      |

## Sehenswürdigkeiten
- Kirche Saint-Pierre, 1902 eingeweiht
- Kirche Saint-Jean-Baptiste in Richet aus dem 12. Jahrhundert, seit 1968 Monument historique

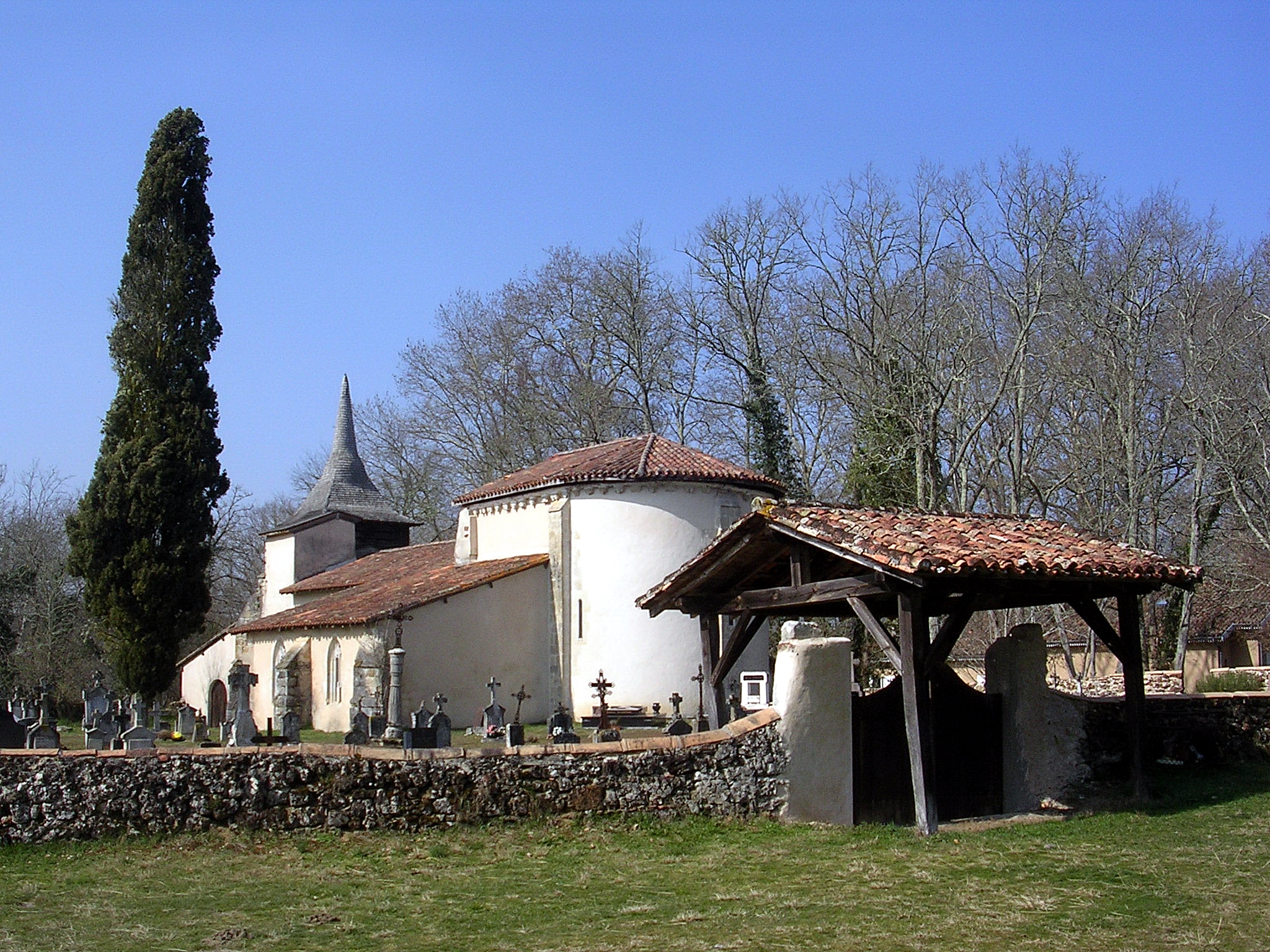
Kirche Saint-Jean-Baptiste
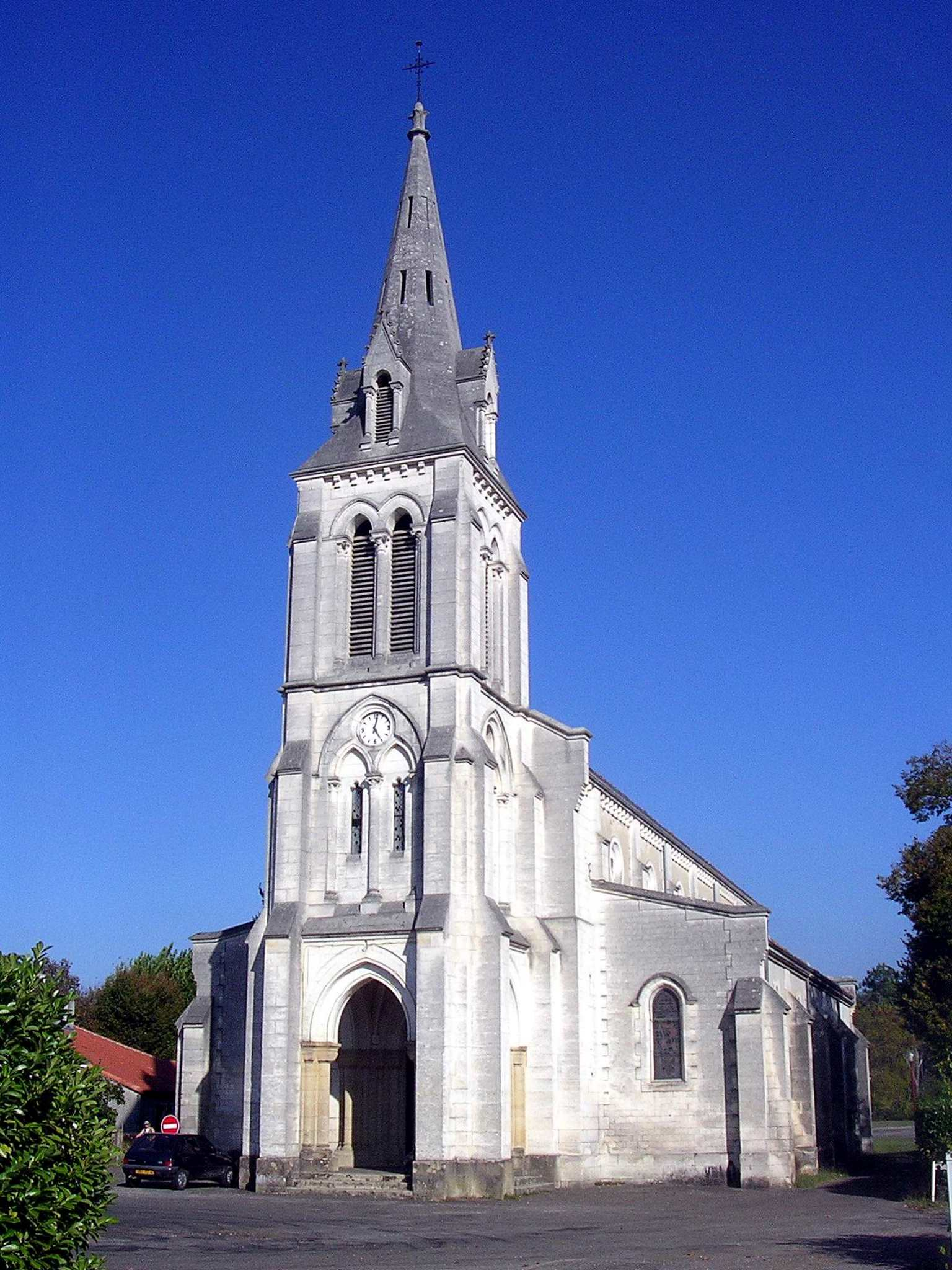
Kirche Saint-Pierre
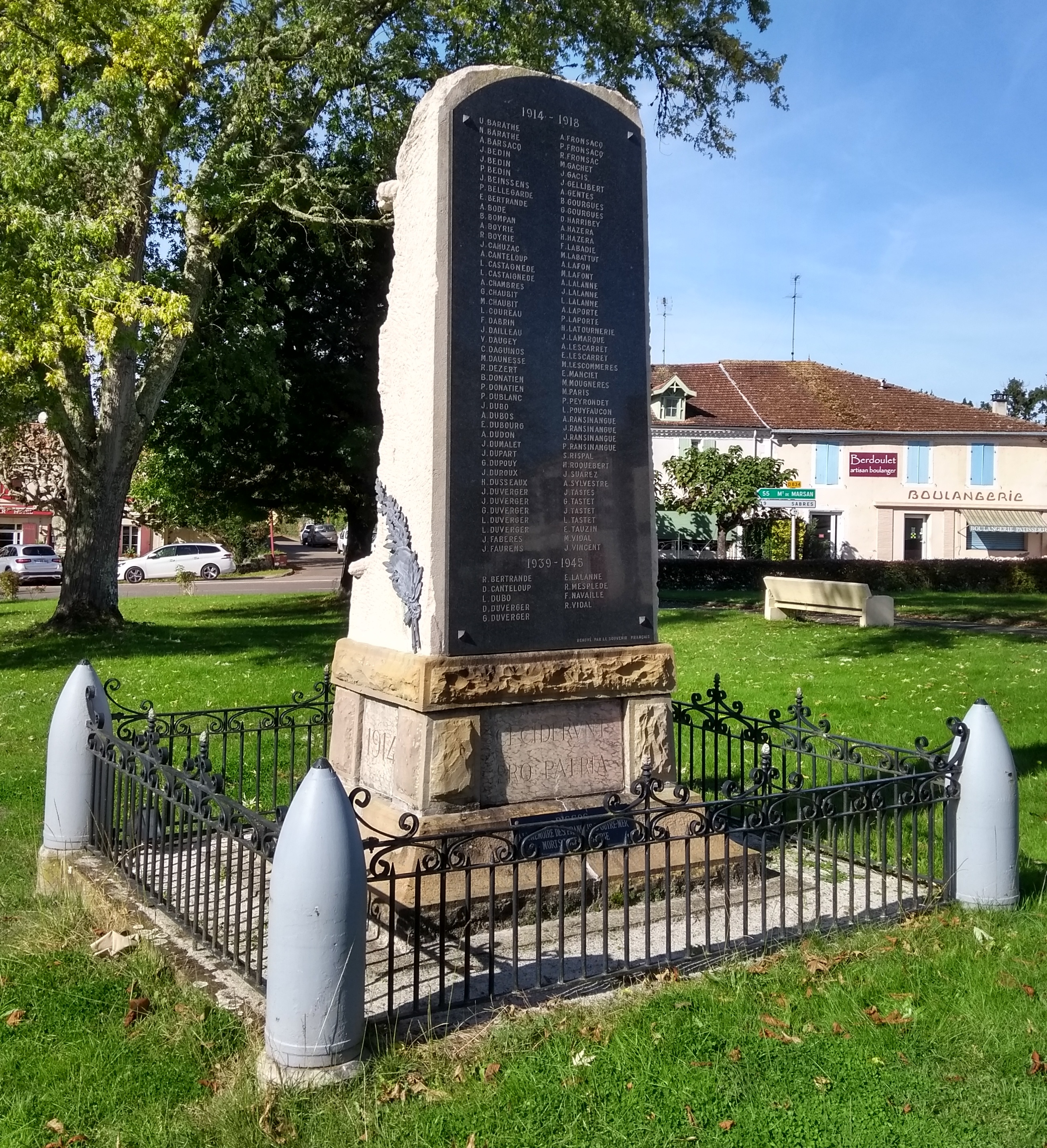
Gefallenendenkmal

## Wirtschaft
Die Wirtschaft von Pissos war und ist u. a. geprägt von der Holzverarbeitung. Das Sägewerk von Pissos wurde 1967 in ganz Frankreich bekannt: Von hier stammte das Gros jener Sägespäne, die von der Französischen Marine an der Nordküste der Bretagne gegen die Ölpest durch den Tanker Torrey Canyon eingesetzt wurde.